# 1590 en France
Chronologie de la France
- 1586
- 1587
- 1588
- 1589
- 1590
- 1591
- 1592
- 1593
- 1594

## Événements
- 11 janvier : le traité de Paris entre Philippe II et la Ligue décerne au roi d’Espagne le titre de protecteur de la couronne de France[1].
- 18 janvier : déclaration du roi pour la poursuite des assassins du roi Henri III[1].

- 18 février: prise d’Issoire par les royalistes qui assiègent la citadelle[1].
- 23 février : supplice à Tours de Bourgoin, prieur des Jacobins de Paris, écartelé comme complice du meurtre de Henri III[1].

- 14 mars : victoire du roi sur les Ligueurs à la bataille d’Ivry[2].

- 1er-2 avril : Henri IV prend Corbeil et Lagny en vue du blocus de Paris, puis Melun (7 avril), Moret, Crécy, Provins, Montereau, Nogent, Méry dans le courant du mois[3].

- 7 mai : décret de la Sorbonne qui ordonne de lutter contre le roi Henri IV jugé hérétique et promet la « palme du martyre » à tous ceux qui seront tués au combat[4].

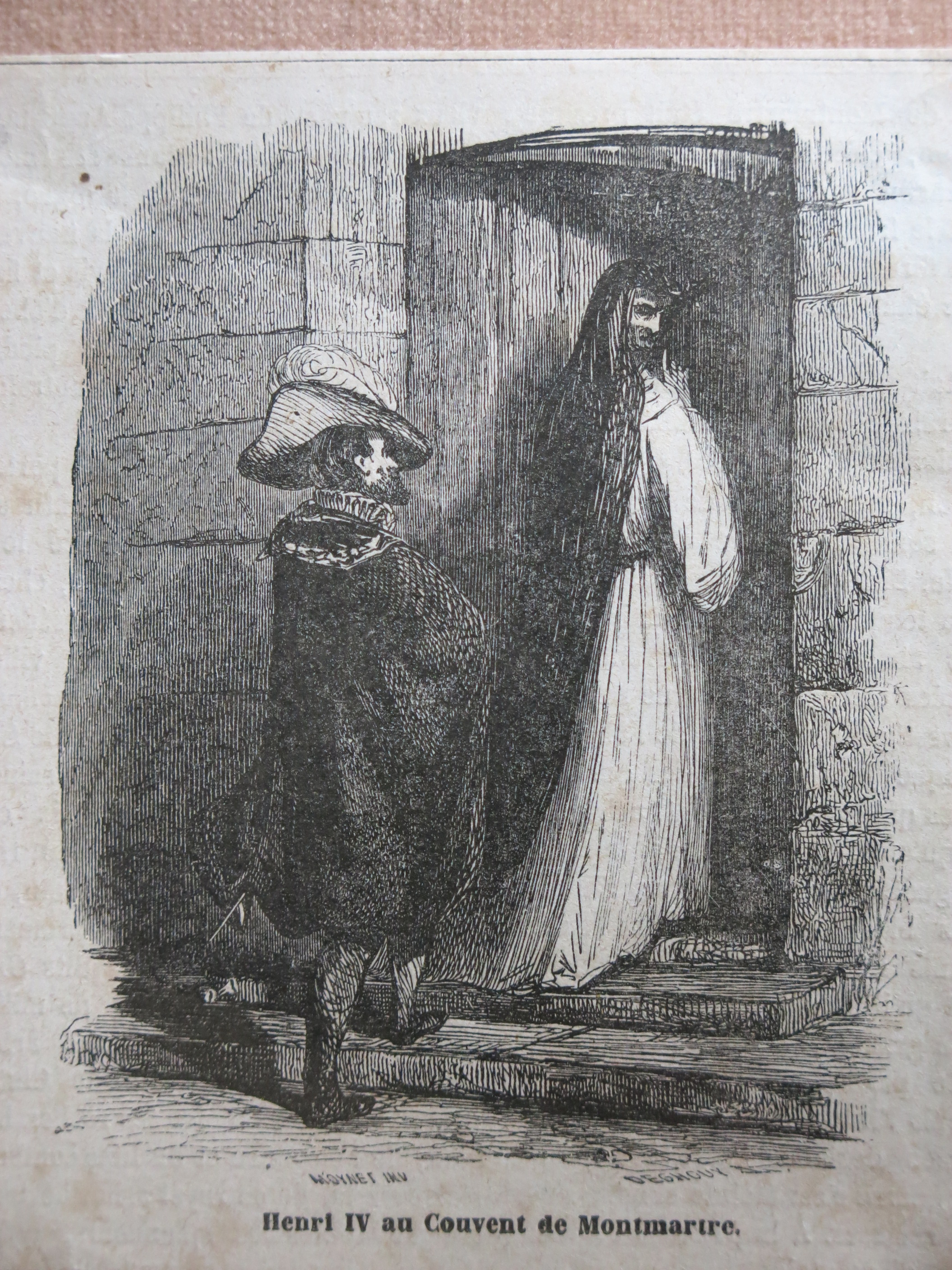
8 mai : Henri IV établit ses quartiers au couvent de Montmartre.

- 8 mai : Henri IV place son artillerie sur les buttes de Montmartre et de Montfaucon[3]. Il reprend le siège de Paris, défendue par le duc de Nemours[1]. Ce siège fait de 30 000 à 45 000 morts, pour 200 000 à 220 000 habitants environ[5].
- 9 mai : mort du cardinal de Bourbon à Fontenay-le-Comte[6].

- 9 mai/11 mai : occupation des ponts de Saint-Cloud, Poissy, Meulan, Saint-Mandé et Charenton par le roi[3].
- 10 mai : le duc de Joyeuse assiège Montastruc, près de Toulouse, que les Protestants ont pris le 5 mai ; après quatre jours, il exécute les assiégés qui se sont réfugiés dans l’église[7].
- 14 mai : procession armée de la Ligue à Paris[3].

- 11 juin : les troupes du duc de Mercœur prennent Blavet aux Protestants ; elles massacrent les habitants et les défenseurs, après avoir incendié la ville ; quarante jeunes filles, réfugiées sur un navire, se jettent ensemble dans la mer pour échapper aux soldats[8].
- 16 juin : crue du Rhône signalée à Avignon[9].

- Juillet : Philippe Hurault de Cheverny, rappelé d’exil, rejoint Henri IV à Aubervilliers[10]. Il retrouve sa charge de chancelier de France (fin en 1599).

- 9 juillet : prise de Saint-Denis par le roi[3].
- 27 juillet : Henri IV s’empare des dix faubourgs de Paris, qui continue de résister malgré la famine[3].

- 1er août : Philippe II d’Espagne envoie des contingents en Languedoc à l’appel du duc de Joyeuse ; 5 000 lansquenets, 600 cavaliers et 1 000 fantassins catalans débarquent au grau de La Nouvelle près de Narbonne. Ils mettent le siège devant Leucate. Françoise de Cezelli, femme du gouverneur Barri de Saint-Aunez, organise la défense du port en l’absence de son mari tombé aux mains des Espagnols. Elle refuse de se rendre en échange de la vie sauve de son époux, qui est tué sous ses yeux. Les assiégeants finissent par se retirer après plusieurs assauts infructueux[11].
- 8 août : émeute à Paris ; le peuple demande la paix ou du pain[6].
- 29 - 30 août : Charles de Mayenne, aidé par les Espagnols d’Alexandre Farnèse (22 août), parvient à rompre le blocus de la capitale[6].

- 5 septembre : l’armée du duc de Parme, venue de Hollande, contraint Henri IV à lever le siège devant Paris[12].
- 7 septembre : Farnèse prend Lagny, qui commande le trafic de la Marne, puis Saint-Maur, Charenton et Corbeil (16 octobre). Henri doit se retirer[3].
- 18 septembre : l’armée de Mayenne entre à Paris[12].
- Septembre : attaque et massacre du château de Roscanou, près de Quimper. Des paysans bretons pro-ligueurs tuent 90 aristocrates réunis pour les noces du baron de Kerlec’h[13].

- 12 octobre : appelés par les Ligueurs, 7 000 Espagnols dirigés par don Juan del Aguila débarquent à Saint-Nazaire pour soutenir le duc de Mercœur, gouverneur catholique de Bretagne, et se dirigent sur Blavet où ils se fortifient[14].

- 14 octobre : Charles-Emmanuel Ier de Savoie passe le Var pour combattre en Provence aux côtés de la Ligue[15]. Le 17 novembre il fait une entrée triomphale dans Aix-en-Provence[16].
- Octobre : Maximilien de Béthune, baron de Rosny, devient conseiller d’État[17].
- 10 novembre : Henri IV s’éprend de Gabrielle d’Estrées à Cœuvres[18].

- 22 décembre : François de Bonne de Lesdiguières, chef des protestants du Dauphiné s’empare de Grenoble, alors aux mains des catholiques[19].

- Décembre : le Rhône gèle durant l’hiver. Le colonel Alphonse d’Ornano y fait passer des canons, ce qui convainc le maréchal de Montmorency de le franchir avec une compagnie de gendarmes entre Beaucaire et Tarascon[20].

## Naissances en 1590
- x

## Décès en 1590
- x